# بيل باول (رجل أعمال)
بيل باول (بالإنجليزية: Bill Powell)‏ هو شخصية أعمال أمريكي، ولد في 22 نوفمبر 1916 في غرينفيل في الولايات المتحدة، وتوفي في 31 ديسمبر 2009 في كانتون في الولايات المتحدة.